# Mexico International 2015
Die Mexico International 2015 im Badminton fanden vom 9. bis zum 13. September 2015 in Cancún statt.

## Sieger und Platzierte
| Disziplin    | Gold                                 | Silber                          | Bronze                                          |
| ------------ | ------------------------------------ | ------------------------------- | ----------------------------------------------- |
| Herreneinzel | Ernesto Velazquez                    | Osleni Guerrero                 | Job Castillo                                    |
| Herreneinzel | Ernesto Velazquez                    | Osleni Guerrero                 | Pedro Martins                                   |
| Dameneinzel  | Telma Santos                         | Airi Mikkelä                    | Jeanine Cicognini                               |
| Dameneinzel  | Telma Santos                         | Airi Mikkelä                    | Fabiana Silva                                   |
| Herrendoppel | Job Castillo Lino Muñoz              | Hugo Arthuso Daniel Paiola      | Mauricio Casillas Arturo Hernández              |
| Herrendoppel | Job Castillo Lino Muñoz              | Hugo Arthuso Daniel Paiola      | Mathew Fogarty Bjorn Seguin                     |
| Damendoppel  | Lohaynny Vicente Luana Vicente       | Cynthia González Mariana Ugalde | Alma Denisse Jauregui Luciana Raquel Verastegui |
| Damendoppel  | Lohaynny Vicente Luana Vicente       | Cynthia González Mariana Ugalde | Haramara Gaitan Sabrina Solis                   |
| Mixed        | David Obernosterer Elisabeth Baldauf | Alex Tjong Luana Vicente        | Jan Fröhlich Veronika Koldova                   |
| Mixed        | David Obernosterer Elisabeth Baldauf | Alex Tjong Luana Vicente        | Lino Muñoz Cynthia González                     |